# ハルトラノオ
ハルトラノオ（春虎の尾、学名：Bistorta tenuicaulis）は、タデ科イブキトラノオ属の多年草。別名、イロハソウ。

## 特徴
根茎は長く、節が球状に肥厚し、暗褐色で、地表または地中を浅く横に這う。茎は直立し、高さは3-14cmになる。根出葉は2-3個あり、長い葉柄をもち、葉身は楕円形から長楕円形または卵状楕円形で、長さ2-10cm、先端は短鋭形、縁は全縁、基部はくさび形になって葉柄に沿って流れ、質は薄い。花の頃は小さいが、花後に卵形の大型の葉を展開する。茎につく葉は小型で1-2個が互生し、短い葉柄がある。
花期は4月。茎先につく花序は長さ1-3cm、径6-10mmで、密につき、花柄は長さ1.5-3mmになる。花冠裂片に見えるのは萼裂片で、萼は白色で5深裂し、裂片は長さ2.5-3.5mmになり、わずかに斜上する。雄蕊は8個あり、萼片より長く、葯は濃紫色で萼片を突き出る。花柱は3個あり、糸状。果実は広楕円形の痩果で、褐色で光沢があり、長さ2.5-3mmになる。染色体数は2n=24。

## 分布と生育環境
日本固有種。本州の福島県南部以西から和歌山県までの太平洋側・山口県、四国、九州に分布し、山地の木陰、沢沿いの林床などに生育する。

## 名前の由来
和名ハルトラノオは、「春虎の尾」の意。春早く開花し、花穂を虎の尾のように出すことからつけられた。また、イロハソウについては、牧野富太郎 (1940) は、多分としながらも「春ニ早ク花サクヨリ之レヲいろは四十七文字ノ最初ニ在ルいろはニ比シタルモノナラン」としている。なお、1856年（安政3年）から1862年（文久2年）にかけて出版された飯沼慾斎の『草木図説』前編20巻中第7巻に「ハルトラノオ」が掲載されている。
種小名（種形容語）tenuicaulis は、「細い茎の」の意味。

## 分類
日本に産するイブキトラノオ属に属するもののうち、小型で低地から山地に生育するものは、本種のほか、クリンユキフデ Bistorta suffulta とアブクマトラノオ B. abukumensis がある。クリンユキフデとアブクマトラノオは、本種と比べ、花茎は葉より高く、根出葉の基部は心形になり、葉柄に翼はない。クリンユキフデは頂生の花序以外に、上部の葉腋に無柄の花序をつける。アブクマトラノオの花柄は他の2種と比べ長い。本種は、花茎は葉より低いか同じ高さになり、根出葉の葉柄に翼があり、基部は切形かくさび形になる。

## ギャラリー

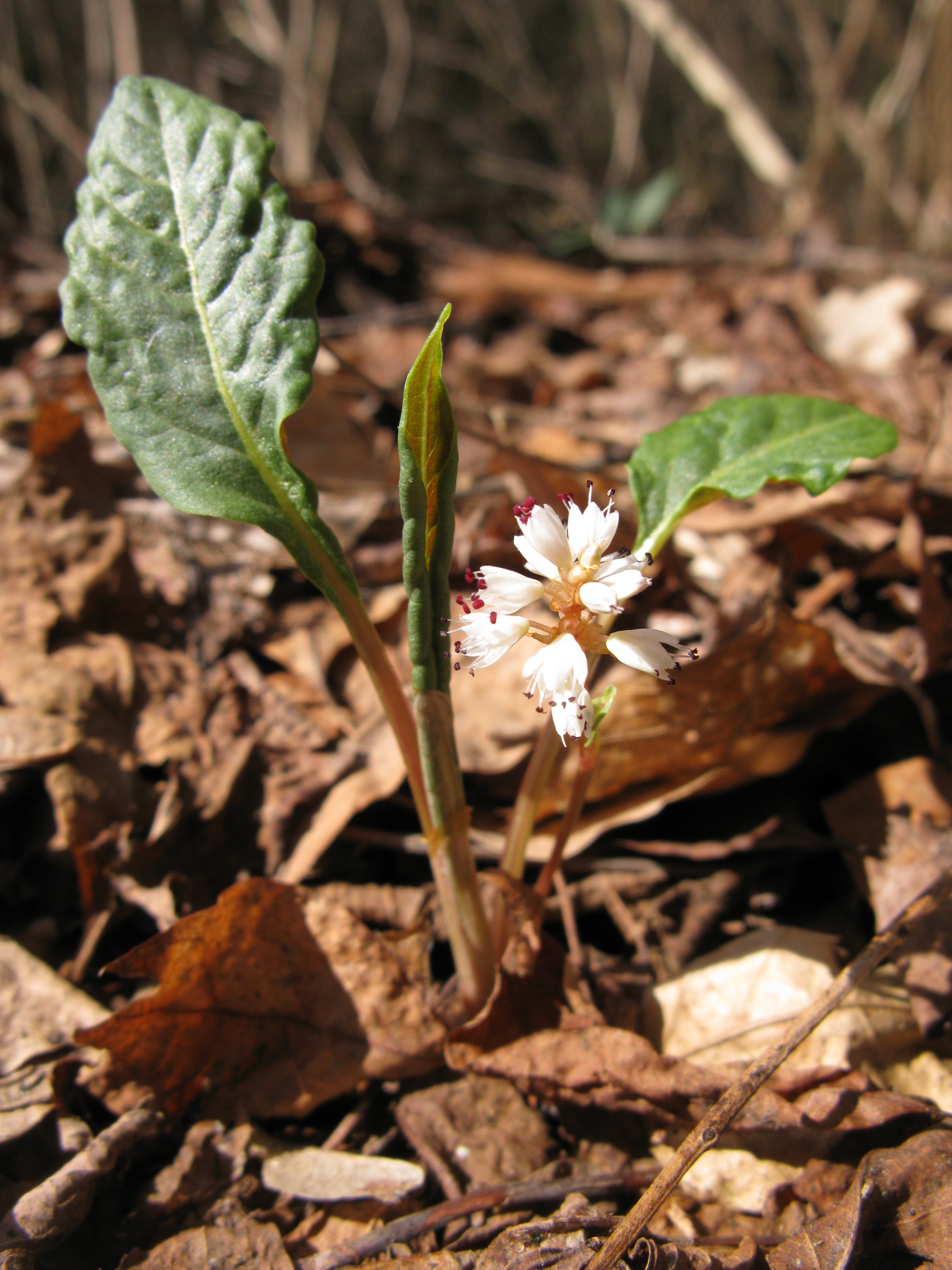
花茎は葉より低いか同じ高さになる。
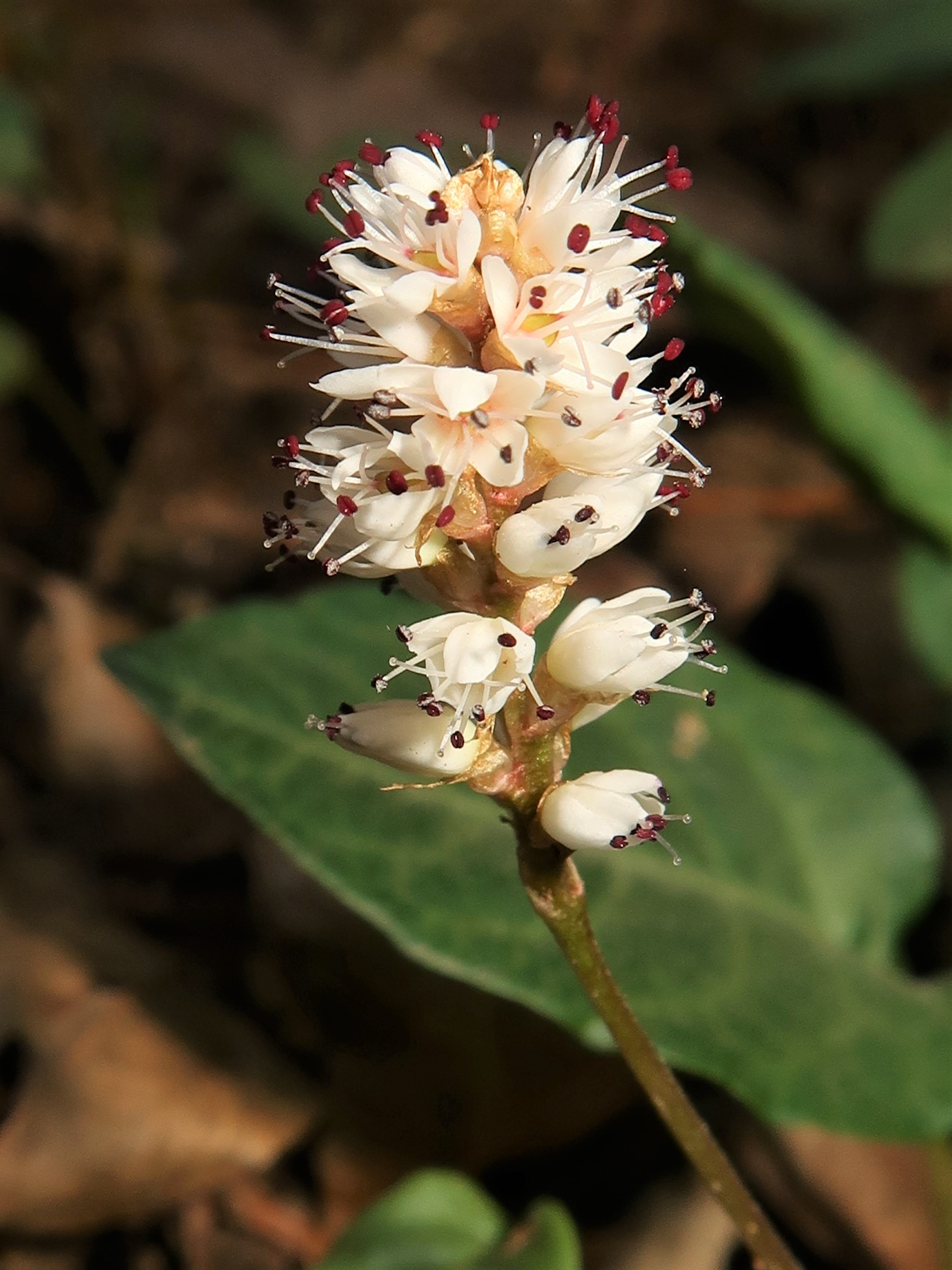
雄蕊は萼片より長く、葯は濃紫色で萼片を突き出る。
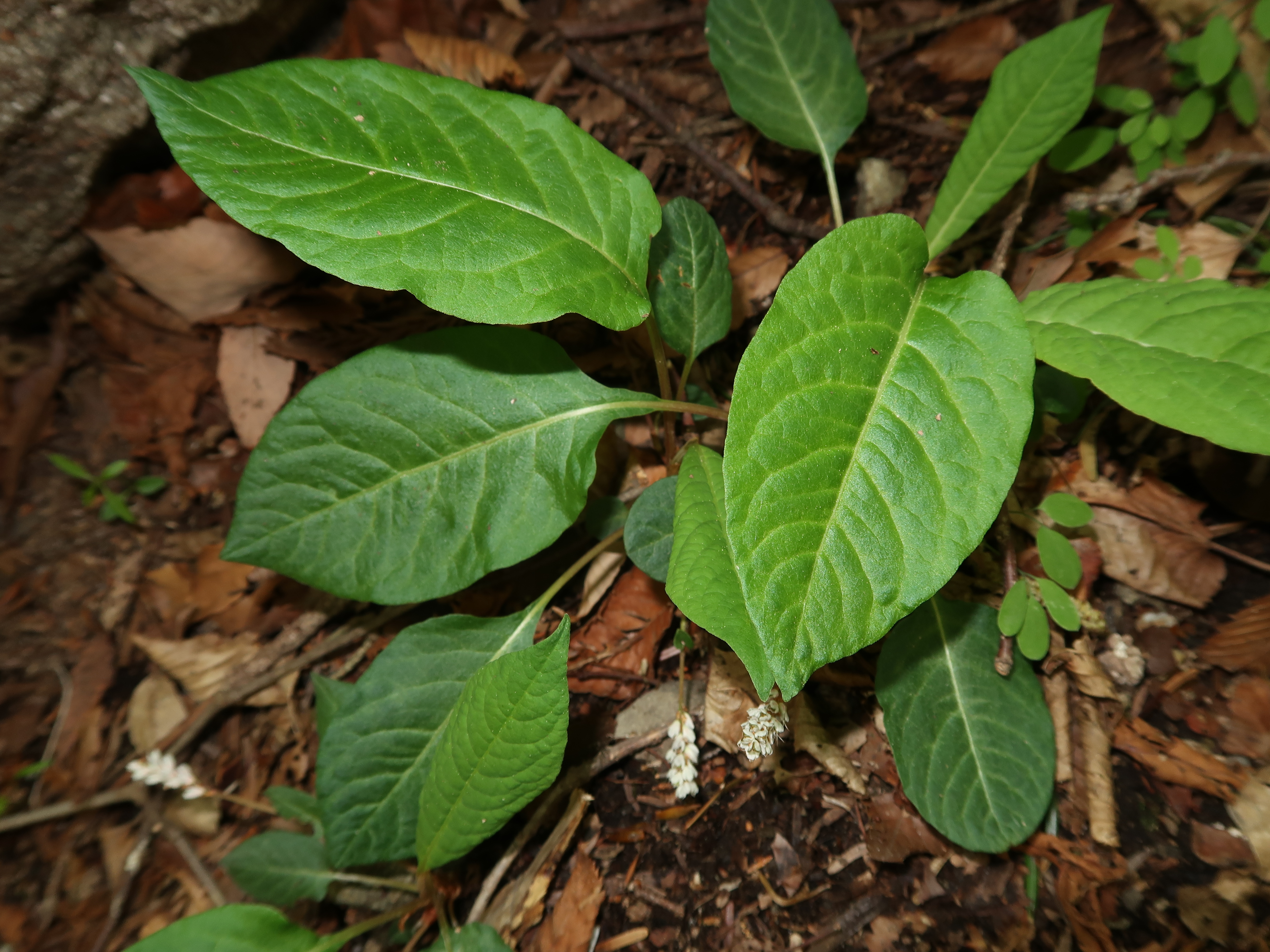
花後に卵形の大型の根出葉を展開する。葉柄に翼がある。
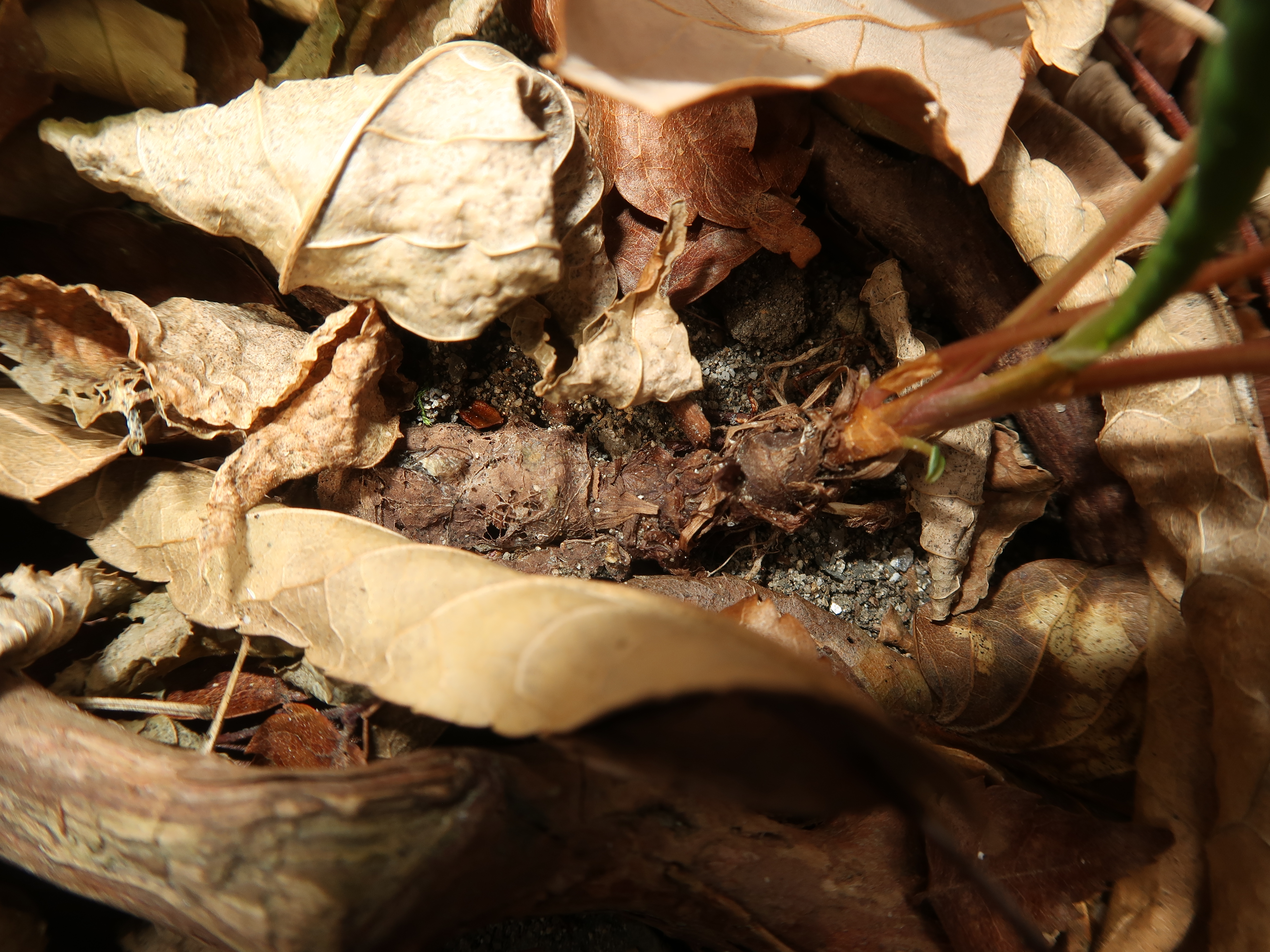
根茎はしばしば地上を這う。

## 下位分類
下位分類として、変種にオオハルトラノオがある。

### オオハルトラノオ
- オオハルトラノオ Bistorta tenuicaulis (Bisset et S.Moore) Nakai var. chionophile Yonek. et H.Ohashi (1998)[12] - 根茎は地下で横走し、節部が紡錘形に肥厚し、節間は長く伸長する。基本種と比べ全体に大型で、根出葉は卵形から三角状卵形で、長さ4-13cm、先端は鋭くとがり、基部は切形となる。花期は4-5月。花茎は高さ5-18cm、花序は長さ2-5cm、径8-12mmになる。日本固有種で、本州の富山県、石川県、福井県、岐阜県、滋賀県、京都府、兵庫県、岡山県、広島県のおもに日本海側に分布する。和名は、基本種のハルトラノオと比べ大型であることから、変種名（変種形容語）chionophile は、多雪地帯に生ずることからつけられた。米倉浩司および大橋広好 (1998) により新変種として記載発表された[4][7][8]。

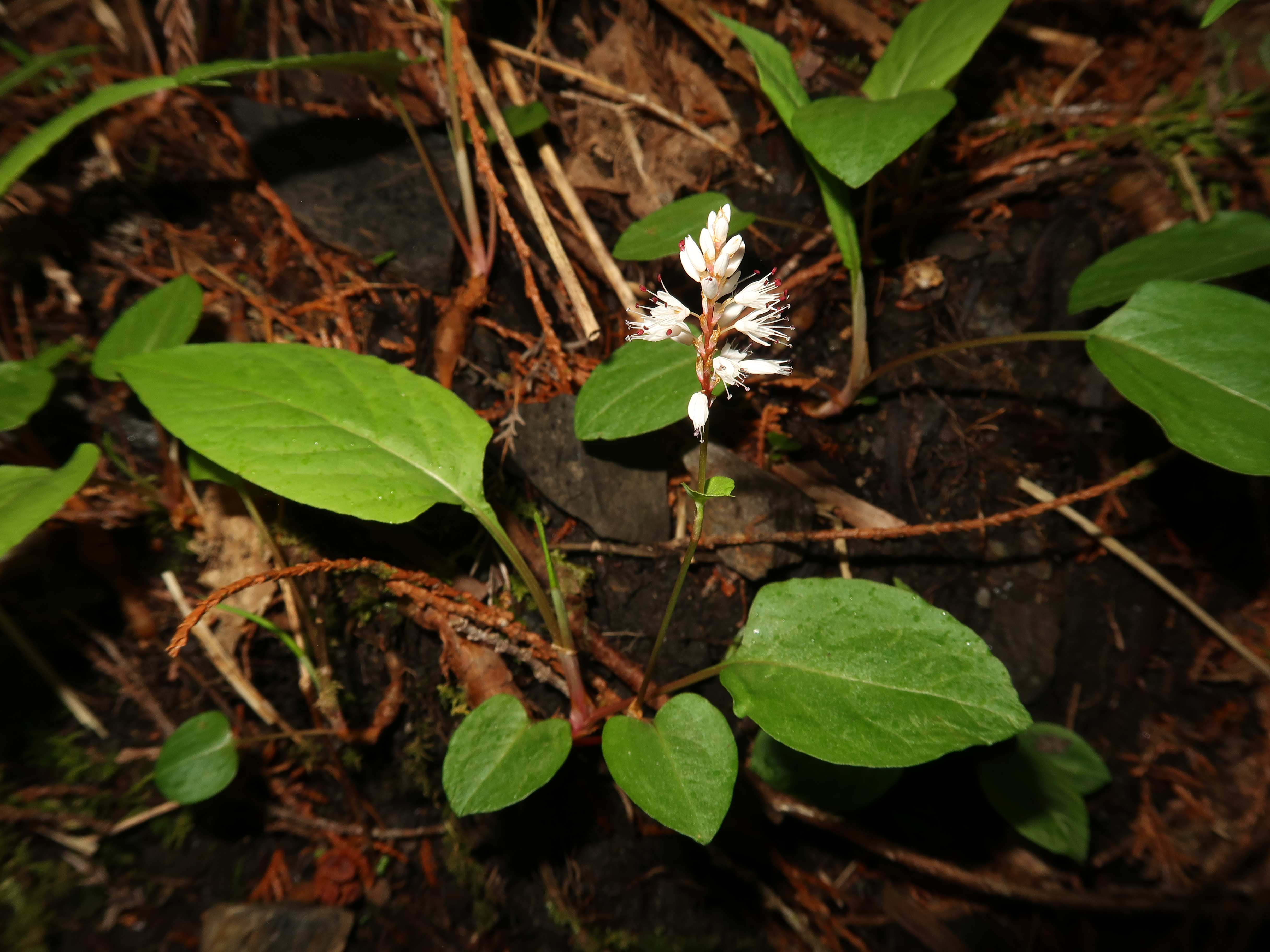
岐阜県郡上市 2018年4月中旬
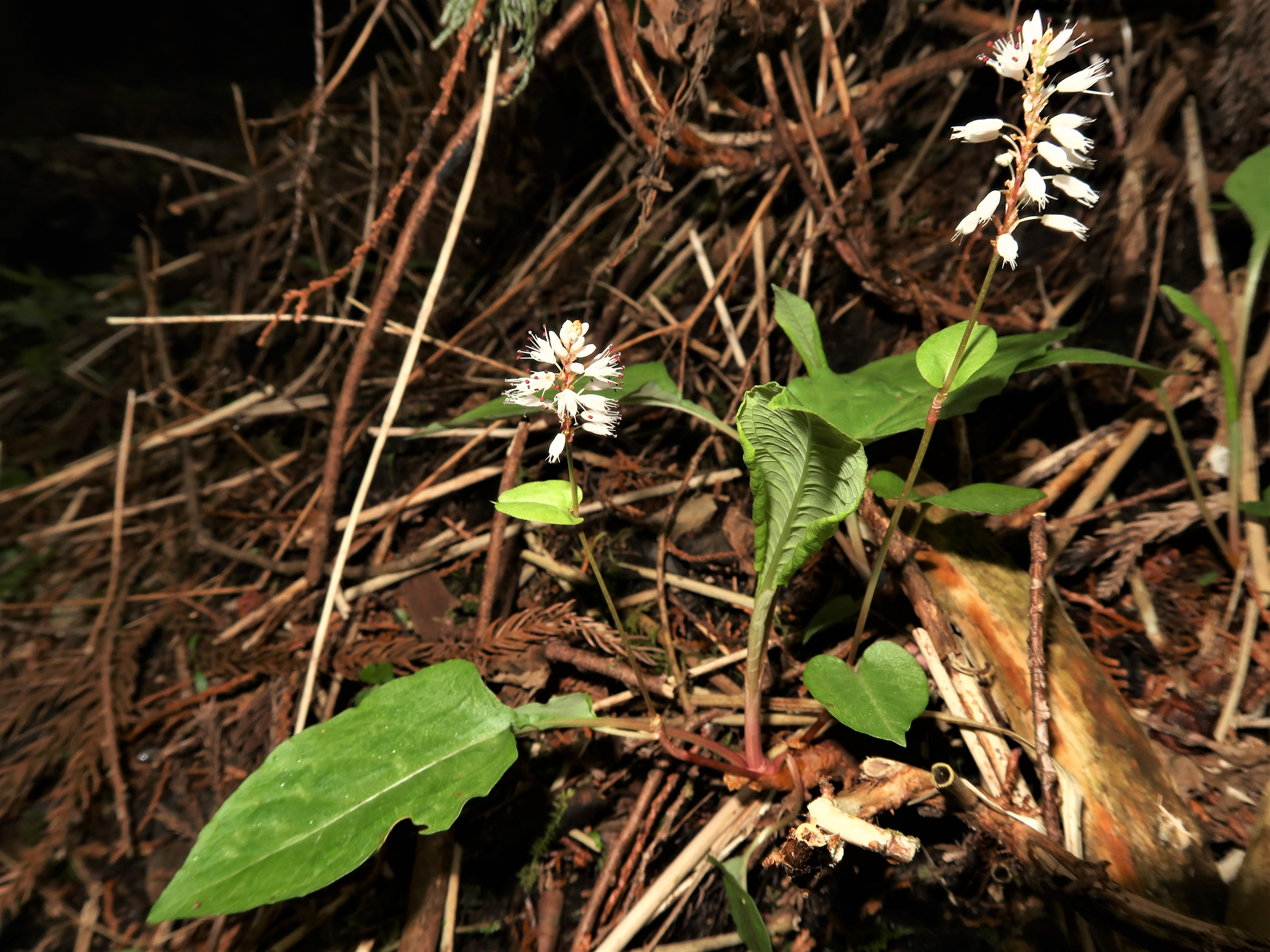
横に伸長した根茎の先から根出葉と花茎が伸びる。
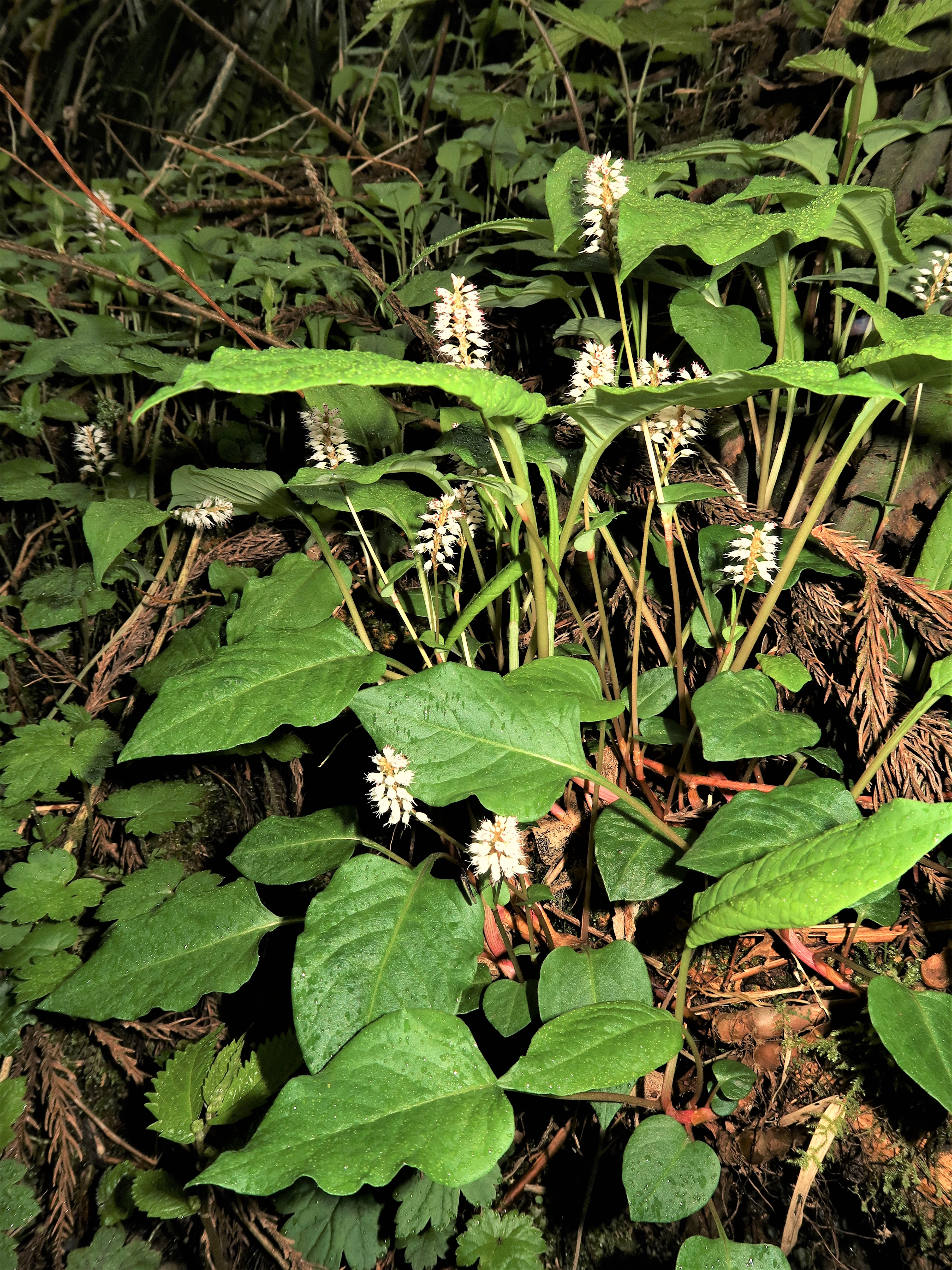
花期でも葉は大きい。
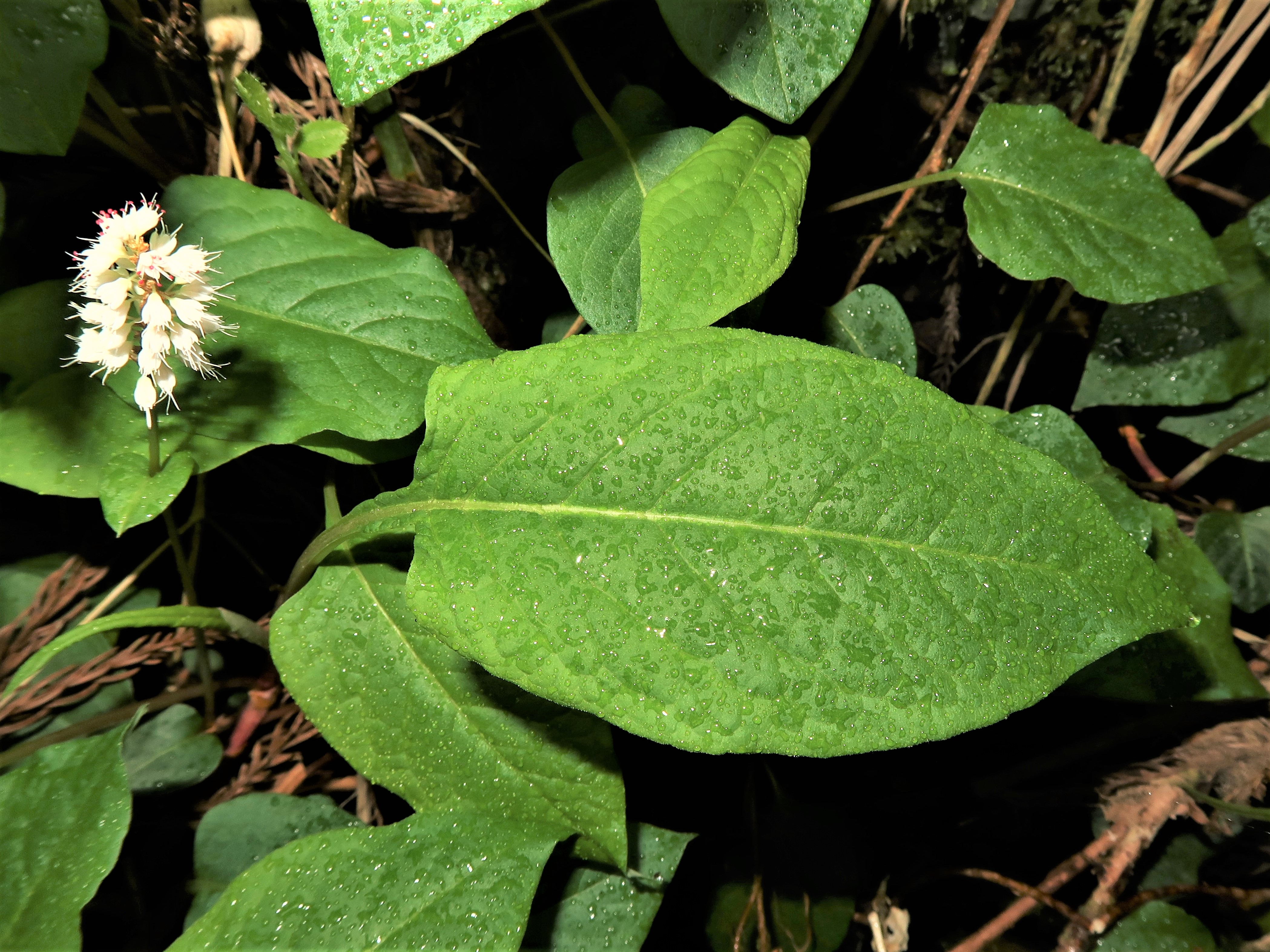
根出葉の葉柄に翼があり、基部は切形となる。